# Faraz Khan
Faraz Khan (* 12. September 1993 in Trenton) ist ein US-amerikanischer Squashspieler.

## Karriere
Faraz Khan begann seine professionelle Karriere auf der PSA World Tour im Jahr 2014 und gewann auf dieser bislang fünf Titel. Seine höchste Platzierung in der Weltrangliste erreichte er mit Position 46 am 20. März 2023. Mit der US-amerikanischen Nationalmannschaft nahm er 2017 an der Weltmeisterschaft teil, zudem gehörte er zum US-amerikanischen Aufgebot bei den Panamerikameisterschaften 2016, 2017 und 2022. 2022 wurde er mit der Mannschaft Zweiter.
Er studierte an der University of Rochester, für die er auch im College Squash aktiv war.

## Erfolge
- Vize-Panamerikameister mit der Mannschaft: 2022
- Gewonnene PSA-Titel: 5